# Фининьо
Винисиуш Апаресидо Перейра де Сантана Кампош – Фининьо (на португалски Vinícius Aparecido Pereira de Santana Campos-Fininho, изговаря се най-близко до Винисиуш Апаресиду Перейра джи Сантана Кампуш - Фининьо) е роден на 3 ноември 1983 в Сао Пауло, Бразилия. По-известен като Фининьо, той се състезава за Металист (Харков). Играе като бек или крило. Рита с ляв крак, специалист по далечните удари, групирането и дрибъла.

## Кариера
2004-2005: Коринтианс
2006: Фигейрензе
2006-2009: Локомотив Москва
2009 Спорт Ресифе
2010-2013 Металист Харков